# Monilispira monilifera
Monilispira monilifera é uma espécie de gastrópode do gênero Monilispira, pertencente à família Pseudomelatomidae.